# Soudan (Deux-Sèvres)
Soudan település Franciaországban, Deux-Sèvres megyében. Lakosainak száma 424 fő (2022. január 1.). Soudan Fomperron, Nanteuil, Pamproux, Sainte-Eanne, Saint-Germier és Salles községekkel határos.

## Népesség
A település népessége az elmúlt években az alábbi módon változott:
| Lakosok száma | 468  | 439  | 438  | 430  | 430  | 431  | 431  | 427  | 424  |
|               | 2013 | 2015 | 2016 | 2017 | 2018 | 2019 | 2020 | 2021 | 2022 |